# Юркино (Покровское сельское поселение)
Юркино — деревня на территории Николо-Кормской сельской администрации Покровского сельского поселения Рыбинского района Ярославской области .
Деревня расположена на автомобильной дороге Р104 на участке Углич-Рыбинск, между деревней Каркодиново (в сторону Рыбинска) и селом Еремейцево (в сторону Углича) на левом берегу реки Корма. Юркино последний населённый пункт Рыбинского района вдоль этой дороги, село Еремейцево находится уже в Мышкинском районе. Напротив Юркино на правом берегу Кормы деревня Гладышево, а также база отдыха и детский санаторий «Чёрная речка». В окрестностях деревни, в особенности на правом берегу — садовые товарищества.
Деревня Юркина указана на плане Генерального межевания Рыбинского уезда 1792 года.
Численность постоянного населения на 1 января 2007 года — 11 человек. Дома расположены в основном по обе стороны автомобильной дороги. Застройка традиционная, почти все дома рубленные избы, фасадами на улицу. По почтовым данным в деревне 60 домов.
Автобус связывает деревню с Рыбинском, Мышкиным и Угличем.
Администрация сельского поселения в поселке и центр врача общей практики находится в посёлке Искра Октября (по дороге в сторону Рыбинска). В селе Никольском (также в сторону Рыбинска) — центр сельской администрации, почтовое отделение, школа, клуб, магазины. Действующая церковь и кладбище в селе Николо-Корма.